# Liste der Stolpersteine in Vestland
Die Liste der Stolpersteine in Vestland listet alle Stolpersteine in der norwegischen Provinz (Fylke) Vestland auf. Stolpersteine erinnern an das Schicksal der Menschen, die von den Nationalsozialisten ermordet, deportiert, vertrieben oder in den Suizid getrieben wurden. Die Stolpersteine wurden vom deutschen Künstler Gunter Demnig konzipiert und werden zumeist von ihm selbst verlegt. Im Regelfall liegen die Stolpersteine vor dem letzten selbstgewählten Wohnort des Opfers. Stolpersteine werden auf Norwegisch snublesteiner genannt.
Alle Stolpersteine dieser Provinz sind jüdischen Opfern gewidmet. Die ersten Verlegungen fanden im Juni 2014 in Bergen statt.

## Holocaust in Norwegen

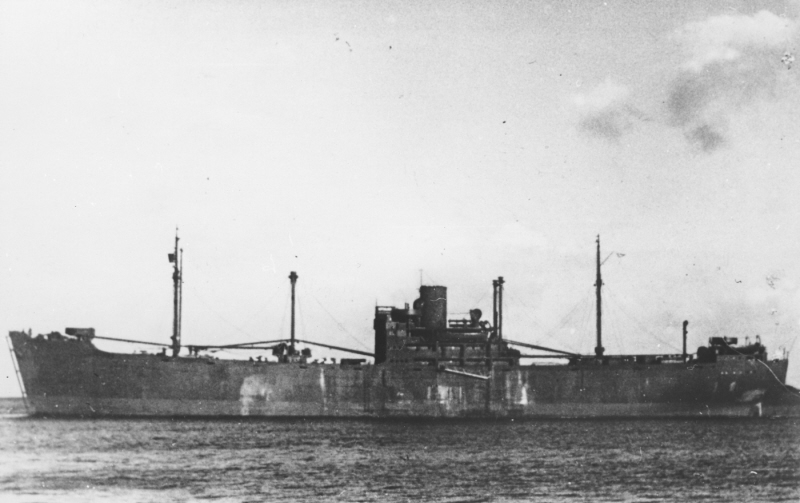
Die zweite Massendeportation erfolgte mit der MS Gotenland

Norwegen war von 9. April 1940 bis 8. Mai 1945 von deutschen Truppen besetzt. Damals befanden sich rund 2.100 jüdische Norweger und Flüchtlinge aus Mitteleuropa im Land. Von diesen konnten sich rund tausend Personen ins neutrale und nicht besetzte Schweden retten. Unmittelbar nach dem Einmarsch deutscher Truppen begannen Hetzkampagnen gegen Juden und die Arisierung in Norwegen. Den Juden im Land wurde Schritt für Schritt all ihr Hab und Gut geraubt. Im Spätherbst 1942 erfolgten die ersten Massenverhaftungen. Am 26. November 1942 wurden von norwegischer Polizei und Gestapo 532 norwegische Juden (302 Männer, 188 Frauen und 42 Kinder) der SS übergeben. Sie gelangten mit einem Frachtschiff der Norddeutschen Lloyd, der Donau, nach Stettin und wurden von dort in das KZ Auschwitz-Birkenau deportiert. 346 von ihnen, darunter alle Frauen und Kinder, wurden unmittelbar nach der Ankunft am 1. Dezember 1942 in den Gaskammern ermordet. 186 Männer überstanden die Selektion und bekamen die Nummern 79064 bis 79249 eintätowiert. Nur neun von ihnen konnten die Shoah überleben. Am 25. Februar wurden weitere 158 Juden mit der Gotenland nach Stettin verschifft und über Berlin nach Auschwitz gebracht. 28 Männer wurden als arbeitsfähig eingestuft, die anderen sofort ermordet. Dies geschah am 3. März 1943.

## Stolpersteine in Vestland

### Alver
Am Alverstraumen, einer Meerenge in der Gemeinde Alver, liegt ein Stolperstein. Alverstraumen war bis 2019 Teil der damals selbständigen Gemeinde Lindås.
| Stolperstein | Übersetzung                                                                       | Verlegeort                | Name, Leben |
| ------------ | --------------------------------------------------------------------------------- | ------------------------- | --- |
|              | HIER WOHNTE BERNHARD MÜLLER GEBOREN 1890 DEPORTIERT 1941 DACHAU GETÖTET 13.2.1942 | Alversund, Radøyvegen 237 | Bernhard Müller wurde 1890 im polnischen Radomyśl geboren. Er war Gerber und kam im Januar 1939 als Arbeitsemigrant über Schweden nach Norwegen. Es gelang ihm, im Sommer 1939 seine Frau Cyla (auch Cecylie, geboren 1907) und die Kinder Oskar (geboren 1928) und Berta (geboren 1932) mit einem Touristenvisum nach Norwegen zu holen, knapp vor dem deutschen Überfall auf Polen. Die Familie plante die Emigration nach Südamerika, wo Verwandte lebten, dafür musste noch Kapital aufgebracht werden. Die Aufenthaltserlaubnis für Norwegen wurde im Dezember 1939 und im Mai 1940 um jeweils weitere sechs Monate verlängert. Nach der deutschen Besatzung des Landes war Emigration nicht mehr möglich. 1940 wurde Bernhard Müller in L. K. Sellevolds Lærfabrikk in Alverstraumen nördlich von Bergen eingestellt. Die Familie zog dorthin. Am 23. Oktober 1940 wurde Bernhard Müller von der deutschen Sicherheitspolizei festgenommen. Er war zuerst im Lager Ulven und ab August 1941 in der Møllergata 19 in Oslo interniert. Am 17. Dezember 1941 wurde er in das Konzentrationslager Dachau deportiert. Bernhard Müller verlor dort am 13. Februar 1942 sein Leben. Nach Verhaftung ihres Ehemannes und dem Wegfall des Einkommens musste Cecylie Müller ihre Kinder alleine durchbringen. Mit Unterstützung des Uhrmachers Herschel Rabinowitz (1891–1942) aus Bergen und der Jüdischen Gemeinde von Oslo konnte die Familie im Mai 1941 nach Bergen übersiedeln. Dort wurden sie zusammen mit ihren Kindern am 25. November 1942 verhaftet. Sie wurden in das Bredtveit-Gefängnis in Oslo gebracht und am 25. Februar 1943 über Stettin und Berlin in das Vernichtungslager Auschwitz deportiert. Ihr Sohn Oskar überstand die Selektion, jedoch Cecylie und Berta Müller wurden unmittelbar nach ihrer Ankunft am 3. März 1943 in einer Gaskammer ermordet. Oskar Müller wurde während eines Todesmarsches im Frühjahr 1945 getötet. Die Stolpersteine für Bernhard Müllers Familienmitglieder liegen in Bergen. |

### Bergen
In Bergen, der zweitgrößten Stadt Norwegens, wurden 17 Stolpersteine an neun Adressen verlegt.
| Stolperstein | Übersetzung                                                                                           | Verlegeort                     | Name, Leben |
| ------------ | --- | ------------------------------ | --- |
|              | HIER WOHNTE IDA BECKER GEB. GOLDMAN GEBOREN 1917 DEPORTIERT 1943 AUSCHWITZ GETÖTET 3.3.1943           | Bergen, Welhavens gate 36      | Ida Becker geborene Goldmann, wurde am 4. Februar 1917 im polnischen Wizna geboren. Ihre Eltern waren Samuel Goldmann und Frida, geborene Rabinowitz. Sie kam 1937 nach Norwegen und heiratete 1939 Israel Josef Becker, geboren 1916 in Oslo. Das Ehepaar hatte einen Sohn, Sam (geboren April 1941). Am 26. Oktober 1942 wurde der Ehemann verhaftet und interniert. Ida Becker und ihr Sohn wurden am 25. November 1942 verhaftet und nach Oslo gebracht. Dort wurden sie im Bredtveit-Gefängnis eingesperrt. Am 25. Februar 1943 wurden sie mit dem Schiff Gotenland nach Stettin deportiert und von dort gemeinsam mit 156 weiteren Juden aus Norwegen über Berlin nach Auschwitz-Birkenau gebracht. Unmittelbar nach der Ankunft im Vernichtungslager am 3. März 1943 wurden Ida Becker und ihr Sohn in einer Gaskammer ermordet. Auch ihr Ehemann Josef wurde vom NS-Regime ermordet, mutmaßlich auch in Auschwitz. Sein Todesdatum ist unbekannt. |
|              | HIER WOHNTE ISRAEL JOSEF BECKER GEBOREN 1916 DEPORTIERT 1942 AUSCHWITZ GETÖTET UNBEKANNTER TODESTAG   | Bergen, Welhavens gate 36      | Israel Josef Becker wurde am 26. Mai 1916 in Oslo geboren. Seine Eltern waren Einwanderer aus Russland. Der Vater, Hille Becker (geboren 1885), stammte aus Smolensk, die Mutter, Judith, geborene Zemechman (geboren 1888), aus St. Petersburg. Er hatte zwei jüngere Geschwister: Herman Hirsch (geboren 1920) und Ada Abigael (geboren 1922). Er besuchte die Mittelschule und danach die Handelsschule. Becker arbeitete als Angestellter und heiratete im Jahr 1939 die aus Polen stammende Ida Goldmann. Das Ehepaar hatte einen Sohn, Sam, geboren im April 1941. Am 26. Oktober 1942 wurde Josef Becker verhaftet und nahe Tønsberg interniert. Am 26. November 1942 wurde er mit dem Frachtschiff Donau nach Stettin und von dort in das Vernichtungslager Auschwitz deportiert. Israel Josef Becker wurde vom NS-Regime ermordet. Das Todesdatum ist unbekannt. Auch seine Eltern, seine Schwester, seine Frau und sein Sohn wurden vom NS-Regime ermordet. Sie wurden alle in einer Gaskammer in Auschwitz-Birkenau ermordet. Stolpersteine in Stavanger erinnern an das Schicksal seiner Eltern und seiner Geschwister. Seinem Bruder Herman gelang die Flucht nach Großbritannien, wo er in der norwegischen Luftwaffe kämpfte. Er starb im März 1945 bei einem Angriff auf das Gestapo-Hauptquartier in Kopenhagen. |
|              | HIER WOHNTE SAM BECKER GEBOREN 1941 DEPORTIERT 1943 AUSCHWITZ GETÖTET 3.3.1943                        | Bergen, Welhavens gate 36      | Sam Becker wurde am 8. April 1941 geboren. Seine Eltern waren Israel Josef Becker und Ida, geborene Goldmann. Sein Vater stammte von russischen Emigranten ab, seine Mutter kam aus Polen. Ende Oktober 1942 wurde sein Vater verhaftet. Am 25. November 1942 wurde auch Sam, gerade mal 1 Jahr alt, zusammen mit seiner Mutter verhaftet. Sie wurden in das Bredtveit-Gefängnis in Oslo überstellt. In der Nacht vom 25. Februar 1943 wurden beide mit der Gotenland nach Stettin Polen deportiert, dann mit Lastzügen über Berlin in das Vernichtungslager Auschwitz-Birkenau. Unmittelbar nach der Ankunft am 3. März 1943 wurden Sam Becker und seine Mutter in einer Gaskammer ermordet. Er war damals ein Jahr und zehn Monate alt. Sein Vater wurde ebenfalls vom NS-Regime ermordet. |
|              | HIER WOHNTE RUBEN BERG GEBOREN 1920 DEPORTIERT 1942 AUSCHWITZ GETÖTET AN UNBEKANNTEM DATUM            | Bergen, Ibsens gate 84         | Ruben Berg wurde am 20. Januar 1920 in Oslo geboren. Er hatte einen Zwillingsbruder, Magnus, und drei weitere Geschwister. Seine Eltern, Abraham und Sofie Berg, starben 1921. Die Kinder wurden bei verschiedenen jüdischen Familien in Oslo und Trondheim untergebracht. Ruben und sein Zwillingsbruder Magnus kamen schließlich 1923/24 in das neu gegründete jüdische Waisenhaus in Oslo. Ruben Berg wurde Seemann und arbeitete als Maschinist auf der MS Oslofjord. Im Herbst 1942 fand er Arbeit in Laksevåg, einem Stadtteil von Bergen. Er wohnte in Kronstad in Bergen und wurde am 3. November 1942 verhaftet. Ruben Berg wurde im Bezirksgefängnis von Bergen interniert und eine Woche später in das Internierungslager Berg nahe Tønsberg überstellt. Am 26. November 1942 wurde er zuerst nach Akershuskaia transportiert, dann mit dem Frachtschiff Donau nach Stettin und von dort in das Vernichtungslager Auschwitz deportiert. Ruben Berg wurde vom NS-Regime ermordet. Sein Todesdatum ist unbekannt. |
|              | HIER WOHNTE ALICE ROSA BORINSKI GEB. BIRNBAUM GEBOREN 1892 DEPORTIERT 1943 AUSCHWITZ GETÖTET 3.3.1943 | Bergen, Welhavens gate 73      | Alice Rosa Borinski geb. Birnbaum wurde am 5. Juli 1892 in Berlin-Friedrichsfelde geboren. Sie heiratete Paul Borinski, geboren 1881 in Königshütte. Das Paar hatte zwei Kinder, Annelise und Fritz. Im Februar 1940 flüchtete das Ehepaar von Hamburg aus nach Norwegen. Paul Borinski wurde am 26. Oktober 1942 verhaftet und im November 1942 mit dem Frachter Donau nach Stettin und von dort nach Auschwitz-Birkenau deportiert und ermordet. Alice Rosa Borinski wurde am 6. Januar 1943 ebenfalls verhaftet. Sie kam in das Bezirksgefängnis Bergen und zwei Wochen später in das Bredtveit-Gefängnis in Oslo. Am 25. Februar 1943 wurde sie mit dem Frachter Göteborg deportiert und kam von Stettin ebenfalls nach Auschwitz. Auch Alice Rosa Borinski wurde unmittelbar nach der Ankunft in Auschwitz am 3. März 1943 in einer Gaskammer ermordet. Beide Kinder konnten rechtzeitig flüchten, ihre Tochter in die Schweiz und ihr Sohn nach Palästina. |
|              | HIER WOHNTE PAUL BORINSKI GEBOREN 1881 DEPORTIERT 1942 AUSCHWITZ GETÖTET 1.12.1942                    | Bergen, Welhavens gate 73      | Paul Borinski wurde am 24. April 1881 in Königshütte geboren. Er wurde Chemiker und heiratete die Berlinerin Alice Rosa, geborene Birnbaum. Das Paar hatte zwei Kinder, Anneliese und Fritz. Im Februar 1940 flüchtete er mit seiner Frau von Hamburg aus nach Norwegen. Am 26. Oktober 1942 wurde Paul Borinski verhaftet und in das Internierungslager Berg nahe Tønsberg überstellt Einen Monat später wurde er mit dem Frachtschiff Donau nach Stettin deportiert. Von dort aus kam er in das Vernichtungslager Auschwitz-Birkenau, wo Paul Borinski unmittelbar nach seiner Ankunft am 1. Dezember 1942 in einer Gaskammer ermordet wurde. Seine Frau wurde am 3. März 1943 ebenfalls in einer Gaskammer in Auschwitz-Birkenau ermordet. Beide Kinder konnten das NS-Regime überleben, weil sie rechtzeitig geflüchtet waren – die Tochter in die Schweiz und der Sohn nach Palästina. |
|              | HIER WOHNTE FRANZ DAUS GEBOREN 1896 DEPORTIERT 1942 AUSCHWITZ GETÖTET 13.12.1942                      | Bergen, Søndre Bellevue 19     | Franz Daus wurde am 16. November 1896 in Hamburg geboren. Seine Eltern, James Daus und Anna, geborene Marcus, waren im Jahr vor seiner Geburt zum lutherisch-evangelischen Glauben konvertiert. Sie zählten zur politischen und kulturellen Elite der Hansestadt. 1912 besuchte Franz Daus zum ersten Mal Norwegen, wo freundschaftliche Kontakte zur Familie Beyer in Bergen bestanden. Er diente als Freiwilliger im Ersten Weltkrieg und wurde 1915 von den Franzosen gefangen genommen. 1920 kehrte er aus der Gefangenschaft zurück. Er wurde für seine Verdienste an der Front mit dem Eisernen Kreuz zweiter Klasse und dem Hansekreuz ausgezeichnet. Daus studierte bis 1923 Rechtswissenschaften und Philosophie an den Universitäten Hamburg, Freiburg und Jena. In seiner Freizeit betätigte er sich als Cellist. 1921 heiratete er Elly Jasper, die Tochter des Marine-Adjutanten Gisbert Jasper. Das Paar bekam zwei Kinder, Martin und Peter. Ab 1927 war er als Richter am Hamburger Landgericht tätig. 1931 wurde die Ehe geschieden. 1933 verlor Franz Daus wegen seiner jüdischen Abstammung seine Funktion als Richter. 1937 wurde Franz Daus verhaftet. Er verbrachte zwei Jahre im Zuchthaus Glasmoor. Unmittelbar nach seiner Freilassung verließ er Deutschland. Er hatte einen befristeten Reisepass für Norwegen, dort wurde er von der Familie Beyer aufgenommen. Daus lernte Norwegisch, knüpfte Kontakt zur Waldersfolenschule in Bergen und unterrichtete Privatschüler im Cello-Spiel. Am 26. Oktober 1942 wurde Franz Daus verhaftet und in das Internierungslager Berg nahe Tønsberg gebracht. Einen Monat später wurde er mit dem Frachtschiff Donau nach Stettin und von dort in das Vernichtungslager Auschwitz deportiert. Franz Daus wurde am 13. Dezember 1942 vom NS-Regime ermordet. |
|              | HIER WOHNTE JULIUS EIDENBOM GEBOREN 1871 DEPORTIERT 1943 AUSCHWITZ GETÖTET 3.3.1943                   | Bergen, C. Sundts gate 18      | Julius Eidenbom wurde am 10. September 1871 in Rajgród, Polen, geboren. Er ging 1892 nach Norwegen und etablierte sich als Kaufmann in Bergen. 1903 eröffnete er ein Herrenmodengeschäft in Strandgaten. Nach dem großen Brand von 1916 arbeitete er im Geschäft seines Bruders Isaac. Vier Jahre später übernahm er das Geschäft, im Jahr darauf änderte er auch den Firmenwortlaut auf seinen Namen. Mit Wirkung vom 31. Dezember 1941 verkaufte er. Julius Eidenbom wurde am 26. Oktober 1942 verhaftet und in das Internierungslager Berg nahe Tønsberg verschleppt. Zwar wurde er am 7. November freigelassen, jedoch nur, um am 25. November 1942 erneut in Bergen verhaftet zu werden. Die deutschen Besatzer verlegten ihn in das Bredtveit-Gefängnis von Oslo und deportierten ihn im Februar 1943. Julius Eidenbom wurde am 3. März 1943 in Auschwitz ermordet. Auch seine Neffen Moritz Rabinowitz (1887-1942) und Herschel Rabinowitz (1891-1942) wurden vom NS-Regime im Rahmen der Shoah getötet, ebenso Moritz Rabinowitz' Familie (Tochter, Schwiegersohn und Enkelkind) Der Stolperstein für Moritz Rabinowitz liegt in Haugesund im Rogaland, der für Herschel Rabinowitz in Bergen und die Stolpersteine für die anderen Familienmitglieder wurden in Etne (Skånevik) verlegt. |
|              | HIER WOHNTE HANS PAUL WILHELM HUSZÁR GEBOREN 1914 DEPORTIERT 1942 AUSCHWITZ GETÖTET 16.1.1943         | Bergen, Welhavens gate 62      | Hans Paul Wilhelm Huszár wurde am 31. Juli 1914 in Nordhausen geboren. Seine Eltern waren Bartholomeus Huszár (1878-1935) und Vilma, geborene Kornfeld (geboren 1884). Seine Eltern stammte aus Budapest. Die Familie kam nach Norwegen als Hans ein Jahr alt war. Mit 18 Jahren konvertierte er zum Katholizismus. Er besuchte die Kunsthandwerksschule von Bergen, nahm zusätzlich Privatunterricht und wurde Karikaturist. Im Frühjahr 1940 beteiligte er sich an den Kämpfen gegen die deutschen Invasoren in Westnorwegen. Später schloss er sich dem Widerstand an. Am 26. Oktober 1942 wurde Hans Huszár verhaftet und in das Internierungslager Berg nahe Tønsberg gebracht. Am 26. November 1942 wurde er mit dem Frachter Donau deportiert. Als er eine Woche später in Auschwitz ankam, wurde er zur Zwangsarbeit eingeteilt. Hans Paul Wilhelm Huszár verlor sein Leben am 16. Januar 1943. Seine Mutter Vilma wurde am 26. November 1942 festgenommen, jedoch wieder freigelassen. Vermutlich wegen ihrer ungarischen Staatsbürgerschaft wurde sie nicht deportiert. Sie fand Unterkunft in einem katholischen Spital in Bergen und konnte dort die NS-Besatzungszeit überleben. |
|              | HIER WOHNTE ISAK LEIB MARIANSON GEBOREN 1889 DEPORTIERT 1942 AUSCHWITZ GETÖTET 17.2.1943              | Bergen, Magnus Barfots gate 11 | Isak Leib Marianson, auch Mariason, wurde 1889 in Smolensk, Russland, geboren. Er kam 1913 nach Norwegen und ließ sich schließlich als Kaufmann in Bergen nieder. Er blieb unverheiratet. Am 28. Juni 1941 wurde Isak Leib Marianson verhaftet und in das Polizeihaftlager Ulven gebracht. Am 13. März 1942 wurde er in das Polizeihäftlingslager Grini überstellt und im August desselben Jahres nach Kvænangen in Nordnorwegen. Am 22. November 1942 begann eine Deportationskette, die mit seinem Tode endete – zurück nach Grini, dann mit der MS Monte Rosa nach Aarhus und von dort in einem Viehwaggon in das Vernichtungslager Auschwitz. Isaac Leib Marianson wurde am 17. Februar 1943 vom NS-Regime getötet. |
|              | HIER WOHNTE BERTA MÜLLER GEBOREN 1932 DEPORTIERT 1943 AUSCHWITZ GETÖTET 3.3.1943                      | Bergen, Møhlenprisbakken 4a    | Berta Müller wurde am 14. Februar 1932 in Krakau, Polen, geboren. Ihre Eltern waren Bernhard Müller, ein Gerber, und Cyla, geborene Neumann, auch Cecylie genannt. Sie hatte einen knapp vier Jahre älteren Bruder, Oscar. 1939 emigrierte die Familie nach Norwegen, gerade rechtzeitig vor dem deutschen Überfall auf Polen. Ihr Vater war als Arbeitsmigrant nach Norwegen gekommen, die anderen Familienmitglieder kamen mit Touristenvisa nach Norwegen. Das weitere Ziel war die Flucht nach Südamerika, doch fehlten dafür die Mittel. Nach der Besetzung Norwegens durch Hitler-Deutschland konnte die Familie das Land nicht mehr verlassen. Am 23. Oktober 1940 wurde ihr Vater verhaftet und interniert. Die Familie lebte damals in Alverstraumen. Danach hatte ihre Mutter Schwierigkeiten, sich und die Kinder durchzubringen. Im Mai 1941 zogen Berta Müller, ihr Bruder und ihre Mutter nach Bergen. Dort wurden alle drei am 25. November 1942 verhaftet. Sie wurden in das Bredtveit-Gefängnis in Oslo gebracht und ab 25. Februar 1943 mit dem Frachtschiff Rotenburg nach Stettin und danach in Viehwaggons über Berlin in das Vernichtungslager Auschwitz deportiert. Berta Müller und ihre Mutter wurden unmittelbar nach ihrer Ankunft am 3. März 1943 in einer Gaskammer ermordet. Ihr Vater war schon ein Jahr zuvor, am 13. Februar 1942, im Konzentrationslager Dachau ermordet worden. Ihr Bruder, damals fast fünfzehn Jahre alt, überstand die Selektion und wurde zur Zwangsarbeit eingeteilt, doch kam er wahrscheinlich während eines Todesmarsches im Frühjahr 1945 ums Leben. |
|              | HIER WOHNTE CECYLIE (CYLA) MÜLLER GEBOREN 1907 DEPORTIERT 1943 AUSCHWITZ GETÖTET 3.3.1943             | Bergen, Møhlenprisbakken 4a    | Cecylie Müller, genannt Cyla, wurde am 27. Februar 1907 in Nowy Targ, Polen, geboren. Ihre Eltern waren Jakob Neumann und dessen Frau Blima. Sie war verheiratet mit dem aus Radomysl, Polen, stammenden Bernhard Müller (geboren 1890). Das Paar hatte zwei Kinder, Oscar (geboren 1928) und Bertha (geboren 1932). Ihr Mann gelang es, ein Arbeitsvisum für Norwegen zu erhalten, im Juli 1939 folgte Cyla Müller ihrem Mann mit den Kindern mit Touristenvisa. Die Familie wollte nach Südamerika flüchten, doch fehlten die Mittel. Nach der Besetzung Norwegens durch Hitler-Deutschland konnte die Familie das Land nicht mehr verlassen. Am 23. Oktober 1940 wurde ihr Ehemann verhaftet und interniert. Die Familie lebte damals in Alverstraumen. Nach Verhaftung ihres Ehemannes und dem Wegfall des Einkommens musste Cecylie Müller ihre Kinder alleine durchbringen. Mit Unterstützung des Uhrmachers Herschel Rabinowitz (1891–1942) aus Bergen und der Jüdischen Gemeinde von Oslo konnte die Familie im Mai 1941 nach Bergen übersiedeln. Dort wurde Cecylie Müller zusammen mit ihren Kindern am 25. November 1942 verhaftet. Sie wurden in das Bredtveit-Gefängnis in Oslo gebracht und am 25. Februar 1943 über Stettin und Berlin in das Vernichtungslager Auschwitz deportiert. Ihr Sohn Oscar überstand die Selektion, jedoch Cecylie und Berta Müller wurden unmittelbar nach ihrer Ankunft am 3. März 1943 in einer Gaskammer ermordet. Oscar Müller wurde wahrscheinlich während eines Todesmarsches im Frühjahr 1945 getötet. |
|              | HIER WOHNTE OSCAR MÜLLER GEBOREN 1928 DEPORTIERT 1943 AUSCHWITZ GETÖTET JAN. 1945                     | Bergen, Møhlenprisbakken 4a    | Oscar Müller wurde am 30. Juni 1928 im damals bereits polnischen Chorzów geboren. Seine Eltern waren Bernhard Müller, ein Gerber, und Cyla, geborene Neumann, auch Cecylie genannt. 1932 kam seine Schwester Berta zur Welt. 1939 emigrierte die Familie nach Norwegen, gerade rechtzeitig vor dem deutschen Überfall auf Polen. Ziel war die Flucht nach Südamerika, doch fehlten dafür die Mittel. Nach der Besetzung Norwegens durch Hitler-Deutschland konnte die Familie das Land nicht mehr verlassen. Am 23. Oktober 1940 wurde der Vater verhaftet und interniert. Die Familie lebt damals in Alverstraumen. Danach hatte die Mutter Schwierigkeiten, sich und die Kinder durchzubringen. Im Mai 1941 zogen Oscar Müller, seine Schwester und seine Mutter nach Bergen. Dort wurden alle drei am 25. November 1942 verhaftet. Sie wurden in das Bredtveit-Gefängnis in Oslo gebracht und am 25. Februar 1943 mit dem Frachtschiff Rotenburg nach Stettin und danach in Viehwaggons über Berlin in das Vernichtungslager Auschwitz deportiert. Seine Mutter und seine Schwester wurden unmittelbar nach ihrer Ankunft am 3. März 1943 in einer Gaskammer ermordet. Oscar Müller überstand, damals 14-jährig, die Selektion und musste Zwangsarbeit verrichten. Nach den Aussagen von Überlebenden war er im Januar 1945 noch am Leben. Danach gibt es keine Spur mehr von ihm. Mit hoher Wahrscheinlichkeit ist er während eines Todesmarsches im Frühjahr 1945 ums Leben gekommen. Der Stolperstein für seinen Vater, er wurde am 13. Februar 1942 im Konzentrationslager Dachau ermordet, liegt in Alverstraumen. |
|              | HIER WOHNTE HERSCHEL HERMANN RABINOWITZ GEBOREN 1891 DEPORTIERT 1942 AUSCHWITZ GETÖTET 22.12.1942     | Bergen, Strandgaten 53         | Herschel Hermann Rabinowitz wurde am 30. Oktober 1891 in Rajgród, Polen, geboren. Er war der jüngste Sohn von Isaac Levy Rabinowitz und Chaia Rosa, geborene Eidenbom. Er hatte einen Bruder, Moritz Rabinowitz (1887-1942) und zwei Schwestern, Etka und Fradlia. Rabinowitz war gelernter Uhrmacher. Auf Wunsch seines Bruders emigrierte er 1914 nach Haugesund in Norwegen, um ihm bei seinen Geschäften zu unterstützen. Im Jahr 1920 zog Herschel Rabinowitz nach Bergen und etablierte sich als Kaufmann. Im Jahr 1924 heirateten die Brüder zwei Schwestern aus der Goldberg-Familie. Seine Frau, Rosa, geboren 1894 in Landsberg, starb bereits 1934. Die Ehe blieb kinderlos. Herschel Rabinowitz wurde am 26. Oktober 1942 verhaftet und im Internierungslager Berg außerhalb von Tønsberg interniert. Einen Monat später wurde er mit dem Frachtschiff Donau nach Stettin und von dort in einem Viehwaggon in das Vernichtungslager Auschwitz-Birkenau deportiert. Herschel Hermann Rabinowitz wurde am 22. Dezember 1942 getötet. Sein Bruder Max und dessen Familie sowie sein Onkel Julius Eidenbom wurden ebenfalls vom NS-Regime im Rahmen der Shoah ermordet. Stolpersteine für seine Verwandten liegen in Bergen, Etne und Haugesund. |
|              | HIER WOHNTE JOSEPH HIRSCH SCHECHTER GEBOREN 1892 DEPORTIERT 1942 AUSCHWITZ GETÖTET JAN. 1943          | Bergen, Skivebakken 25 B       | Joseph Hirsch Schechter wurde am 2. Juli 1892 in Elisabethgrad in der Ukraine geboren. Er studierte Violine am Königlichen Konservatorium in Dresden, wurde Geiger und heiratete Johanna Franke, geboren 1897. Die Ehe scheiterte. 1919 emigrierte er nach Norwegen. Von Jahren 1920 bis 1928 war er als erster Geiger im Symphonieorchester von Bergen beschäftigt. 1924 wurde er zum 2. Konzertmeister ernannt. Gegen Ende der 1930er Jahre hatte er mehrere Aufträge als Solist beim Bergen Radio Ensemble. Joseph Hirsch Schechter wurde am 26. Oktober 1942 in Bergen festgenommen und mit dem Zug in das Internierungslager Berg nahe Tønsberg gebracht. Einen Monat später wurde er mit dem Frachtschiff Donau nach Stettin und von dort im Viehwaggon in das Vernichtungslager Auschwitz deportiert. Joseph Schechter wurde am 14. Januar 1943 vom NS-Regime getötet. |
|              | HIER WOHNTE CARL SCHEER GEBOREN 1906 DEPORTIERT 1942 AUSCHWITZ GETÖTET 7.6.1943                       | Bergen, Wolffs gate 5          | Carl Scheer wurde am 14. Mai 1906 in Trondheim geboren. Er war das älteste von sieben Kindern von David Scheer und seiner Frau Sara, geborene Steinfeld. Sein Vater war Kaufmann. Als er zwei Jahre alt war, zog seine Familie nach Bergen. Nach der Grundschule besuchte er die Anthon Johansen's handelsskole, eine Handelsschule in Bergen. Er trat in das Geschäft seines Vaters, das Grand Magasin, ein und wurde dort schließlich Geschäftsführer. 1928 erwarb er selbst eine Konzession und ließ das Geschäft Centrumsmagasinet in Bergen registrierten. Im Februar 1940 starb sein Vater. Im folgenden Jahr verlobte sich Carl Scheer mit Mirjam Laks, die in Oslo lebte. Während der Aktion gegen die männlichen Juden am 26. Oktober 1942 befand er sich in Oslo, wurde jedoch nicht gefasst, denn er war in Fana, einem Ortsteil von Bergen, gemeldet und schien nicht in den Listen der Staatspolizei von Oslo auf. Zwei Tage später wurde er jedoch wegen heftiger Bauchschmerzen in das Rikshospitalet von Oslo eingeliefert. Aus dem Krankenhaus heraus wurde er verhaftet, in das Bredtveit-Gefängnis gebracht und am 26. November gemeinsam mit den Brüdern Benjamin, Harry und Leonard deportiert. Sie kamen mit dem Frachtschiff Donau nach Stettin und von dort mit Viehwaggons in das Vernichtungslager Auschwitz. Dort wurde Carl Scheer am 7. Juni 1943 ermordet. Seine drei Brüder wurden im Laufe des Jahres 1943 getötet. Die Stolpersteine für Benjamin und Leonard Scheer befinden sich in Oslo. Seine Mutter und seine Schwestern Lilly, Amalie und Esther überlebten die Shoah, sie konnten im Dezember 1942 nach Schweden fliehen. |
|              | HIER WOHNTE HARRY HIRSCH SCHEER GEBOREN 1913 DEPORTIERT 1942 AUSCHWITZ GETÖTET AUG. 1943              | Bergen, Wolffs gate 5          | Harry Hirsch Scheer wurde am 19. September 1913 in Bergen geboren. Seine Eltern waren der Kaufmann David Scheer (1876-1940) und Sara, geborene Steinfeld (geboren 1880). Sein Vater stammte aus Estland, seine Mutter aus Schweden. Er hatte sechs Geschwister: Carl, Lilly, Benjamin, Amalie, Esther und Leonard. Nach dem Besuch der Handelsschule arbeitete er als Verkäufer. Am 26. Oktober 1942 wurde er während der landesweiten Aktion gegen alle männlichen Juden verhaftet und vorerst ein Monat lang im Internierungslager Berg außerhalb von Tønsberg eingesperrt. Am 26. November 1942 – gemeinsam mit allen drei Brüdern – mit dem Frachter Donau nach Stettin und von dort in das Vernichtungslager Auschwitz deportiert. Er überstand die Selektion, bekam eine Häftlingsnummer eintätowiert und wurde zur Zwangsarbeit eingeteilt. Harry Hirsch Scheer starb Anfang September 1943. Alle Brüder wurden im Laufe des Jahres 1943 in Auschwitz getötet. Die Stolpersteine für Benjamin und Leonard Scheer befinden sich in Oslo. Seine Mutter und die drei Schwestern überlebten die Shoah, sie konnten im Dezember 1942 nach Schweden fliehen. |

### Etne
Die Ortschaft Skånevik ist Teil der Kommune Etne. In dieser Ortschaft wurden drei Stolpersteine verlegt.
| Stolperstein | Übersetzung                                                                                         | Verlegeort                 | Name, Leben |
| ------------ | --------------------------------------------------------------------------------------------------- | -------------------------- | --- |
|              | HIER WOHNTE EDITH REICHWALD GEB. RABINOWITZ GEBOREN 1918 DEPORTIERT 1943 AUSCHWITZ GETÖTET 3.3.1943 | Skånevik, Skånevikvegen 10 | Edith Reichwald, geborene Rabinowitz, wurde am 16. August 1918 in Haugesund geboren. Sie war das einzige Kind von Moritz Rabinowitz und dessen Frau Johanne, geborene Goldberg. Ihre Kindheit verbrachte sie mit ihrer Mutter in Bergen. Sie wurde Balletttänzerin, 1939 starb ihre Mutter. Im selben Jahre heiratete sie den aus Wien stammenden Hans Reichwald (geboren 1916). Das Paar ließ sich zuerst in Kristiansand nieder, später in dem kleinen Dorf Skånevik in Etne im Sunnhordaland. 1940 kam ihr einziges Kind, Sohn Harry, zur Welt. Im Mai 1941 wurde ihr Vater, dessen offenes Auftreten gegen Antisemitismus den Nazis ein Dorn im Auge war, verhaftet und in das Konzentrationslager Sachsenhausen deportiert. Dort kam er im Februar 1942 ums Leben. Am 26. Oktober 1942 wurde auf deutsches Betreiben auch ihr Ehemann verhaftet und nach Auschwitz deportiert. Edith Reichwald begab sich mit ihrem Sohn zur Schwiegermutter, Jeanette Reichwald, die im Frafjord bei Stavanger lebte. Die zwei Frauen und Harry wurden am 25. November 1942 ebenfalls verhaftet und in das Bredtveit-Gefängnis nach Oslo gebracht. Von dort wurden sie mit dem Truppentransportschiff Göteborg nach Stettin und dann weiter im Viehwaggon über Berlin in das Vernichtungslager Auschwitz deportiert. Unmittelbar nach der Ankunft am 3. März 1943 wurde Edith Reichwald zusammen mit ihrem Sohn und ihrer Schwiegermutter vom NS-Regime in einer Gaskammer ermordet Ihr Ehemann Hans Reichwald kam im Januar 1945 in Auschwitz ums Leben. |
|              | HIER WOHNTE HANS REICHWALD GEBOREN 1916 DEPORTIERT 1942 AUSCHWITZ GETÖTET 17.1.1945                 | Skånevik, Skånevikvegen 10 | Hans Reichwald wurde am 29. September 1916 in Wien geboren. Seine Eltern waren Jacob Reichwald und Jeanette, geborene Storch. Er hatte einen älteren Bruder, Wilhelm, geboren 1913. Hans Reichwald war ausgebildeter Maschinenbauingenieur. 1936 wurde sein Bruder von Julius Fein und Rösi, geborene Storch, dem Schwager und der Schwester seiner Mutter, die kinderlos geblieben waren, adoptiert. Wilhelm Reichwald konnte nach Norwegen ausreisen, denn seine Adoptiveltern lebten in Stavanger. Es gelang den norwegischen Verwandten auch Einreisepapiere für Hans Reichwald und seine Eltern zu bekommen und 1938 flüchtete auch die restliche Familie nach Norwegen. Im Folgejahr heiratete er Edith, geborene Rabinowitz, geboren 1918 in Haugesund. Das Ehepaar ließ sich zunächst in Kristiansand nieder, zog dann aber in das kleine Dorf Skånevik in Etne im Sunnhordaland. Dorthin hatte sich sein Schwiegervater, Moritz Rabinowitz, nach dem Ausbruch des Weltkrieges zurückgezogen. Hans Reichwald baute seine eigene Fahrradwerkstatt in Skånevik auf. Im November 1940 wurde das einzige Kind von Hans und Edith Reichwald geboren, Sohn Harry. Im Mai 1941 wurde sein Schwiegervater, dessen offenes Auftreten gegen Antisemitismus den Nazis ein Dorn im Auge war, verhaftet und in das Konzentrationslager Sachsenhausen deportiert. Dort kam er im Februar 1942 ums Leben. Am 26. Oktober 1942 wurde Hans Reichwald vom örtlichen Polizeibeamten festgenommen und in die Polizeihauptquartier von Haugesund gebracht. Von dort wurde er in das Internierungslager Berg nahe Tønsberg gebracht. Im Zuge der Verhaftungswelle wurden auch sein Vater und sein Onkel in Stavanger verhaftet. Die drei Männer wurden am 26. November 1942 mit dem Frachter Donau nach Stettin und von dort im Viehwaggon ins Vernichtungslager Auschwitz deportiert. Hans Reichwald überstand die Selektion und bekam eine Nummer eintätowiert. Während er im Lager von Auschwitz Zwangsarbeit verrichten musste, wurde Schritt für Schritt nahezu seine ganze Familie in den Gaskammern von Auschwitz ermordet. Es ist nicht bekannt, wie viel davon er mitbekommen hat. Am 1. Dezember 1942 wurde sein Vater ermordet, im Februar 1943 sein Onkel. Am 3. März 1943 starben in den Gaskammern Frau und Sohn, Mutter und Tante. Hans Reichwald selbst kam nach zweijährigem Martyrium am 17. Januar 1945 in Auschwitz ums Leben. Nur sein Bruder konnte die Shoah überleben. Er war im Dezember 1942 nach Schweden geflüchtet und hatte sich so dem Zugriff der Nationalsozialisten entzogen. Nach dem Untergang des NS-Regimes kehrte er nach Norwegen zurück und ließ sich in Bergen nieder. Stolpersteine für seine Verwandten und die Verwandten seiner Frau finden sich in Bergen, Etne, Haugesund und Stavanger. |
|              | HIER WOHNTE HARRY REICHWALD GEBOREN 1940 DEPORTIERT 1943 AUSCHWITZ GETÖTET 3.3.1943                 | Skånevik, Skånevikvegen 10 | Harry Reichwald wurde am 23. November 1940 geboren. Er war das einzige Kind von Hans Reichwald und Edith, geborene Rabinowitz. Er wurde zusammen mit Mutter und Großmutter am 25. November 1942 in Stavanger festgenommen. Danach war er drei Monate lang im Bredtveit-Gefängnis in Oslo inhaftiert. Ende Februar 1943 wurden Harry Reichwald und seine Mutter mit dem Truppentransportschiff Gotenland nach Aarhus in Dänemark und von dort über Berlin in das Vernichtungslager Auschwitz deportiert. Unmittelbar nach der Ankunft in Auschwitz am 3. März 1943 wurden Harry Reichwald und seine Mutter in einer Gaskammer ermordet. Harry Reichwald war 2 Jahre und vier Monate alt. Fast seine ganze Familie wurde vom NS-Regime ausgerottet. Der Großvater mütterlicherseits, Moritz Rabinowitz, wurde im Februar 1942 im Konzentrationslager Sachsenhausen ermordet. Die Großeltern väterlicherseits, Jakob Reichwald und Jeanette, geborene Storch, wurden getrennt, mit unterschiedlichen Transporten nach Auschwitz deportiert und jeweils sofort nach der Ankunft in einer Gaskammer getötet. Auch weitere Verwandte wie sein Großonkel Herschel Rabinowitz wurden in die Gaskammern geschickt. Sein Vater wurde nach mehr als zwei Jahren Zwangsarbeit im KZ Auschwitz am 17. Januar 1945 ermordet. Stolpersteine für seine Verwandten befinden sich in Bergen, Etne, Haugesund und Stavanger. |

### Kvam
In Ålvik, Teil der Kommune Kvam,  wurden drei Stolpersteine an einer Adresse verlegt.
| Stolperstein | Übersetzung | Verlegeort             | Name, Leben |
| ------------ | --- | ---------------------- | --- |
|              | IN ÅLVIK WOHNTE CLOTHILDE SARA HANAUER GEB. MAYER GEBOREN 1882 DEPORTIERT 1943 AUSCHWITZ GETÖTET 3.3.1943        | Ålvik, Ålvikvegen 1051 | Clothilde Sara Hanauer, geborene Mayer, wurde am 29. November 1882 in Frankfurt am Main als Tochter von Gustav und Philipine Mayer geboren. Sie heiratete Ferdinand Hanauer und schloss ein Sprachstudium an der Universität Frankfurt ab. Die Ehe wurde 1933 geschieden. Sie arbeitete viele Jahre als Stenotypistin. Im April 1939 flüchtete sie nach Norwegen, nach Ålvik, wo ihre Schwester Claire Türkheimer und deren Sohn Fritz lebten. Der Neffe war als Vertreter für Bjølvefossen AS tätig, ein Eisengusswerk. Am 9. Dezember 1942 wurden die Schwestern Claire und Clothilde von einem örtlichen Polizeibeamten in Ålvik festgenommen und in das Bezirksgefängnis von Bergen gebracht. Dort blieben sie bis zum 18. Dezember 1942 inhaftiert, jenem Tag, an welchen die beiden Frauen in einem Zug unter Aufsicht zweier Polizeibeamten nach Oslo gebracht wurden, wo sie im Bredtveit-Gefängnis eingesperrt wurden. In der Nacht des 25. Februar 1943 wurden die Schwestern gemeinsam mit 156 weiteren Juden mit dem Frachtschiff Gotenland nach Stettin deportiert wurden und von dort weiter über Berlin in das Vernichtungslager Auschwitz deportiert. Unmittelbar nach der Ankunft in Auschwitz am 3. März 1943 wurden Clothilde Hanauer und Claire Türkheimer vom NS-Regime in einer Gaskammer ermordet. Ihr Neffe war bereits am 14. Januar 1943 in Auschwitz ermordet worden. |
|              | IN ÅLVIK WOHNTE CLAIRE TÜRKHEIMER GEB. MAYER GEBOREN 1879 DEPORTIERT 1943 AUSCHWITZ GETÖTET 3.3.1943             | Ålvik, Ålvikvegen 1051 | Claire Türkheimer, geborene Mayer, wurde am 13. April 1879 in Trier als Tochter von Gustav und Philipine Mayer geboren. Sie hatte zumindest eine Schwester, Clothilde. Sie kam 1905 nach Norwegen und heiratete den Handelsmann Max Türkheimer, geboren 1865 in Breslau. Das Paar hatte einen Sohn, Fritz Josef, geboren 1907 in Kristiania, wie Oslo damals hieß. Ab 1911 arbeitete auch sie im Handel. 1921 starb der Ehemann, 1925 wurde sie norwegische Staatsbürgerin. Ihr Sohn verbrachte einige Jahre im Ausland und kehrte 1933 nach Norwegen zurück. Zwei Jahre später fand er eine Stelle in Ålvik und ließ sich dort nieder. Die Mutter folgte dem Sohn. 1939 kam auch ihre Schwester, aus Hitler-Deutschland flüchtend, in Ålvik an. Am 26. Oktober 1942 wurde Fritz Türkheimer auf dem Weg zur Arbeit verhaftet. Eineinhalb Monate später, am 9. Dezember 1942, wurden auch die Schwestern Claire und Clothilde von einem örtlichen Polizeibeamten in Ålvik festgenommen und in das Bezirksgefängnis von Bergen gebracht. Dort blieben sie bis zum 18. Dezember 1942 inhaftiert, jenem Tag, an welchen die beiden Frauen in einem Zug unter Aufsicht zweier Polizeibeamten nach Oslo gebracht wurden, wo sie im Bredtveit-Gefängnis eingesperrt wurden. Claire Türkheimer hatte die Staatspolizei von Bergen gebeten, am selben Ort wie ihr Sohn inhaftiert zu werden. Dieser war jedoch bereits nach Auschwitz deportiert worden. In der Nacht des 25. Februar 1943 wurden die Schwestern gemeinsam mit 156 weiteren Juden mit dem Frachtschiff Gotenland nach Stettin deportiert wurden und von dort weiter über Berlin in das Vernichtungslager Auschwitz deportiert. Unmittelbar nach der Ankunft in Auschwitz am 3. März 1943 wurden Clothilde Hanauer und Claire Türkheimer vom NS-Regime in einer Gaskammer ermordet. Ihr Sohn war bereits am 14. Januar 1943 am selben Ort ermordet worden. |
|              | AN DIESER STELLE WURDE FRITZ JOSEF TÜRKHEIMER VERHAFTET GEBOREN 1907 DEPORTIERT 1942 AUSCHWITZ GETÖTET 14.1.1943 | Ålvik, Ålvikvegen 1051 | Fritz Josef Türkheimer wurde am 27. Februar in Kristiania, wie Oslo damals hieß, geboren. Er war das einzige Kind des aus Breslau stammenden Kaufmanns Max Türkheimer (1865-1921) und dessen Frau Claire, geborene Mayer, die 1879 in Trier geboren wurde. Sein Vater kam 1893 nach Norwegen, gründete ein Handelsunternehmen für Leder und Schuhe und vertrat die deutsche Firma Rosenstern & Co mit Sitz in Hamburg. Er war einige Zeit lang Vorstand der Israelitischen Glaubensgemeinschaft in Kristiania. Fritz Türkheimer wuchs im Stadtteil Frogner auf und machte 1925 sein Abitur mit Latinum am Handelsgymnasium von Oslo. Er studierte Sprachen an der Universität Oslo und wurde Mitglied des norwegischen Studentenclubs. Türkheimer ging nach Hamburg und arbeitete dort als kaufmännischer Angestellter. Er verbrachte auch mehrere Jahre in Kalkutta und Paris, bevor er 1933 nach Oslo zurückkehrte. 1935 nahm er eine Stelle als Korrespondent bei der Aktiengesellschaft Bjølvefossen in Ålvik an, einem bedeutenden Eisengusswerk und wohnte auf dem Werksgelände in Ålvikbukta im Hardangerfjord. Seine Mutter zog zu ihm, 1939 auch seine Tante, Clothilde Hanauer, die aus Deutschland geflüchtet war. Am 26. Oktober 1942 wurde Fritz Türkheimer auf dem Weg zum Verwaltungsgebäude der Bjølvefossen AS von der norwegischen Staatspolizei festgenommen und zuerst nach Bergen gebracht, von dort aus in das Internierungslager Berg nahe Tønsberg. Am 26. November 1942 wurde er mit dem Frachter Donau nach Stettin und von dort in das Vernichtungslager Auschwitz deportiert. Fritz Türkheimer wurde dort am 14. Januar 1943 vom NS-Regime ermordet. Sieben Wochen später, am 3. März 1943, wurden seine Mutter und seine Tante ebenfalls in einer Gaskammer in Auschwitz ermordet.                                                                                                  |

## Verlegedaten
Die Stolpersteine in der Provinz Vestland wurden vom Künstler persönlich an folgenden Tagen verlegt:
- 14. Juni 2014: Bergen (Møhlenprisbakken 4a, Welhavens gate 36, 62 und 73, Wolffs gate 5 (Harry Hirsch Scheer))[44]
- 4. Juni 2015: Bergen
- 25. August 2017: Kvam
- 7. Juni 2018: Alver, Bergen (Wolffs gate 5 (Carl Scheer)), Etne[45]